# Sphinctus serotinus
Sphinctus serotinus är en stekelart som beskrevs av Johann Ludwig Christian Gravenhorst 1829. Sphinctus serotinus ingår i släktet Sphinctus och familjen brokparasitsteklar. Arten är reproducerande i Sverige. Inga underarter finns listade i Catalogue of Life.